# Willie Duggan
Pour les articles homonymes, voir Duggan.
 William Patrick Duggan dit Willie Duggan, né le 12 mars 1950 à Kilkenny (Irlande) et mort le 28 août 2017, est un joueur de rugby à XV qui a évolué avec l'équipe d'Irlande au poste de troisième ligne centre.

## Carrière
Willie Duggan a disputé son premier match international le 18 janvier 1975 contre l'équipe d'Angleterre. Son dernier match fut contre l'équipe d'Écosse, le 3 mars 1984.
Il a remporté le Tournoi des cinq nations de 1983 et celui de 1982. Il fut deux fois capitaine de l'équipe d'Irlande.
Willie Duggan a joué quatre matchs avec les Lions britanniques en 1977, lors de leur tournée en Nouvelle-Zélande.

## Palmarès
- 41 sélections en équipe nationale
- Sélections par années : 4 en 1975, 5 en 1976, 4 en 1977, 5 en 1978, 4 en 1979, 1 en 1980, 7 en 1981, 3 en 1982, 4 en 1983, 4 en 1984
- Tournois des Cinq Nations disputés: 1975, 1976, 1977, 1978, 1979, 1980, 1981, 1982, 1983, 1984
- Vainqueur du tournoi des cinq nations en 1982 et 1983